# Aciliini
Los aciliínos (Aciliini) son una tribu de coleópteros adéfagos  perteneciente a la familia Dytiscidae. 

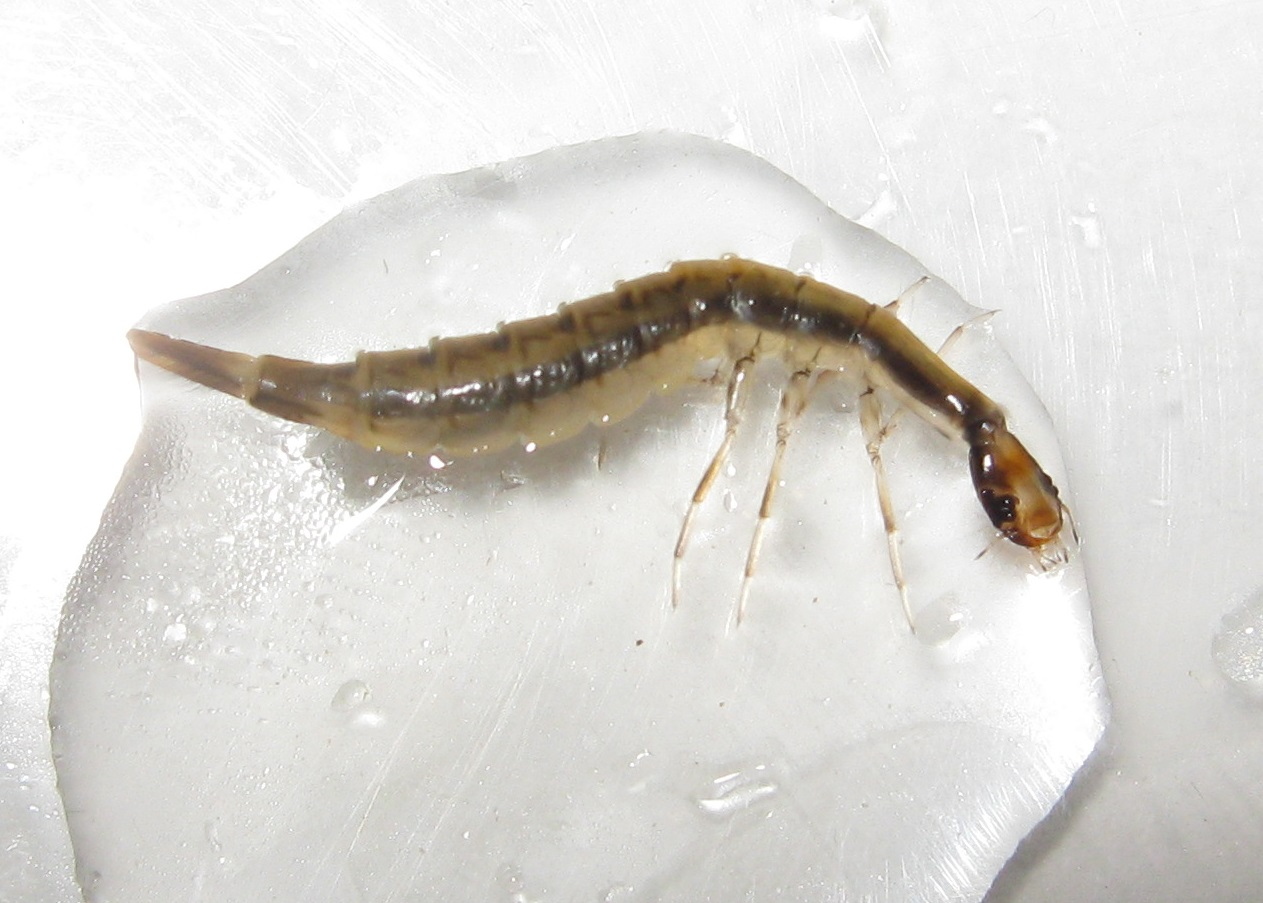
Larva de Aciliini

## Géneros
Tiene los siguientes géneros.
- Acilius - Aethionectes - Graphoderus - Rhantaticus - Sandracottus - Thermonectus - Tikoloshanes[1]